# Спортивная гимнастика на летних Олимпийских играх 2008 — опорный прыжок (женщины)
Соревнования в опорном прыжке среди женщин на летних Олимпийских играх 2008 года состоялись в Государственном дворце спорта Пекина 17 августа. В соревнованиях участвовали 8 гимнасток (не более двух от одной страны). У каждой гимнастки были две попытки прыжка, результаты суммировались, и по ним вычислялся средний балл.
Чемпионкой стала гимнастка из КНДР Хон Ын Джон, серебряным призёром — 33-летняя представительница Германии Оксана Чусовитина, бронзовым призёром — китаянка Чэн Фэй. Россиянка Анна Павлова заняла 8-е место, поскольку выполнила второй прыжок под запрещающий красный свет, вследствие чего эта попытка не была засчитана.
33-летняя Чусовитина выиграла свою вторую олимпийскую медаль, спустя 16 лет после золота в командном первенстве на Играх 1992 года в Барселоне в составе Объединённой команды.

## Результаты
| М | Гимнастка                 | Первый прыжок | Первый прыжок | Первый прыжок | Первый прыжок | Второй прыжок | Второй прыжок | Второй прыжок | Второй прыжок | Итого  |
| М | Гимнастка                 | База          | Исп.          | Штр.          | Итог          | База          | Исп.          | Штр.          | Итог          | Итого  |
| - | ------------------------- | ------------- | ------------- | ------------- | ------------- | ------------- | ------------- | ------------- | ------------- | ------ |
| 1 | Хон Ын Джон (PRK)         | 6.500         | 9.350         | 0.300         | 15.550        | 6.500         | 9.250         |               | 15.750        | 15.650 |
| 2 | Оксана Чусовитина (GER)   | 6.300         | 9.425         |               | 15.725        | 6.000         | 9.425         |               | 15.425        | 15.575 |
| 3 | Чэн Фэй (CHN)             | 6.500         | 9.575         |               | 16.075        | 6.500         | 8.550         |               | 15.050        | 15.562 |
| 4 | Алиша Сакрамоне (USA)     | 6.300         | 9.450         |               | 15.750        | 5.800         | 9.525         |               | 15.325        | 15.537 |
| 5 | Ариэлла Кеслин (SUI)      | 6.300         | 9.100         |               | 15.400        | 5.500         | 9.200         |               | 14.700        | 15.050 |
| 6 | Карлотта Джованнини (ITA) | 5.800         | 9.225         | 0.100         | 14.925        | 5.900         | 8.275         |               | 14.175        | 14.550 |
| 7 | Жаде Барбоза (BRA)        | 5.800         | 8.925         |               | 14.725        | 5.600         | 8.650         |               | 14.250        | 14.487 |
| 8 | Анна Павлова (RUS)        | 6.500         | 9.125         |               | 15.625        | 0.000         | 0.000         |               | 0.000         | 7.812  |